# Балканістика

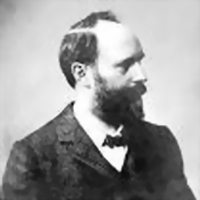
Одним із перших балканістів був збирач лексики українських говорів Карпат, німець Густав Вайганд

Балкані́стика — сукупність наукових дисциплін гуманітарного циклу, які мають спільний об'єкт дослідження — регіон Балканського півострова.
До кола її досліджень належить вивчення мов, літератур, історії, фольклору, явищ суспільно-політичного характеру балканських держав: Албанії, Болгарії, Боснії і Герцеговини, Греції, Македонії, Румунії, Сербії, Чорногорії, Хорватії (сюди інколи зараховують і Словенію), а також народів, народностей, етнічних груп, що проживають на їхній території. В окремих випадках балканістичні дослідження мають комплексний, міждисциплінарний характер, та частіше — спрямовані на розкриття певної проблематики у рамках однієї дисципліни. Праці на матеріалі двох або кількох країн співіснують із присвяченими одній державі чи одному народу. З огляду на об'єкт дослідження балканістика близька до славістики, що пов'язано з вивченням південних слов'ян — основного населення Балканського півострова. Становлення і розвиток двох вищеназваних наук відбувалися в тісному зв'язку. Складовою частиною балканістики є наукові розробки з елліністики, болгаристики, кроатистики, македоністики тощо.

## Історія
Балканістика як окрема наукова дисципліна з чітко визначеним об'єктом і предметом вивчення зародилася у ХІХ ст. в Німеччині та Австро-Угорщині. Ініціаторами розроблення власне балканістичної проблематики виступили Копітар та Міклошич, зокрема в галузі порівняльного мовознавства. Перший долучив до вивчення слов'янських мов матеріал мов народів, пов'язаних зі слов'янами історичною долею (греків, румунів, албанців), другий зосередився на аналізі слов'янських елементів у мовах сусідніх зі слов'янами народів (угорській, албанській, новогрецькій, циганській тощо). Вагомий вклад у розвиток балканістики внесли П. Шафарик, І. Ягич та ін. Проблеми балканістики розглядалися у працях Й. Цвіїча, який зібрав і узагальнив значний етнографічний матеріал, цікавився географією та геологією Балкан, а також К. Їречека, який приділяв особливу увагу історії південних слов'ян. Упродовж ХІХ ст. балканістика розвивалася головним чином як один із напрямів слов'янознавства, існування й важливість якого пояснюється потребою вивчення країн і народів, долею та історією нерозривно пов'язаних зі слов'янами. На становлення балканістики вплинули німецька філософська думка кінця XVIII — поч. ХІХ ст. та німецька лінгвістична школа. Балканістичні дослідження зосереджуються переважно на кафедрах слов'янської філології, які від 40-х рр. виникають у Відні, Празі, Граці, Будапешті, Кракові, Чернівцях, Львові, Загребі, Ляйпцизі, Берліні та інших містах. Із 2-ї половини ХІХ ст. балканістика разом зі славістикою поширюються за межі німецькомовного світу, охоплюючи також Францію, Данію, Швецію, Норвегію та інші європейські країни. Вирішального поштовху для розвитку балканістики надало вироблення порівняльного методу, який на тривалий час став основою у балканістичних дослідженнях. У південних слов'ян у ділянці балканістики працювали Ю. Данічич, І. Кукулевич-Сакцинський, Ф. Рачки та ін.
В Україні та Росії одним із перших почав розробляти балканістичну проблематику Ю. Венелін (Гуца). Новим кроком у розвитку балканістики стало створення 1835 року в університетах Російської імперії кафедр «історії та літератури слов'янських наріч», визначну роль у становленні яких відіграли українці за походженням О. Бодянський, В. Григорович, І. Срезневський. Від 1875 кафедра слов'янської філології діє в Університеті св. Володимира у Києві. З 50-х рр. ХІХ ст. виникає нове покоління учених-славістів і балканістів: О. Гільфердінг, А. Майков, Н. Попов, О. Котляревський, В. Ламанський, П. Лавровський, В. Макушев, О. Пипін, О. Дювернуа та ін. Наприкінці ХІХ ст. балканістику розвивали Ф. Успенський, Т. Флоринський, К. Ґрот, О. Будилович, П. Кулаковський, П. Ровинський та ін. Балканістичні дослідження у галузі лінгвістики та історії доповнюються науковими розробками, присвяченими спільним для балканських народів явищам у фольклорі, музичній культурі, літературі, етнології тощо. Друга хвиля піднесення балканістики в останній чверті ХІХ ст. пов'язана з виробленням нових підходів до розуміння т. зв. «східного питання», запропонованих російськими вченими (В. Ламанський). Згідно з ним, інтереси слов'ян і греків стають спільними проти інтересів Заходу ще із VII ст.; це питання визначено як боротьбу романо-германських і греко-слов'янських типів — продовження «старого» «східного питання», суть якого полягала в боротьбі римського та грецького типів. Важливою передумовою розвитку балканістики у цю добу стає усвідомлення наявності специфічних інтересів балканських народів (передовсім південних слов'ян) порівняно з іншими народами Східної та Південно-Східної Європи, зокрема зі слов'янами західними, одним із варіантів вияву якого була еволюція ідеї слов'янської спільності від мрії про культурно-політичне об'єднання всіх слов'ян до планів створення політично й економічно стійких регіональних і субрегіональних союзів зі змішаним, слов'янсько-неслов'янським складом.
Найвизначніші вчені-балканісти ХХ ст.: П. Скок (Хорватія), А. Селіщев (Росія), Г. Педерсен (Данія), Н. Йокль (Австрія) та ін. Докорінних змін зазнало організаційне забезпечення балканістичних досліджень, які тим часом остаточно переросли в окрему галузь гуманітарної науки. 1963 року створено Міжнародну асоціацію з вивчення країн Південно-Східної Європи. У 1966 році у Софії проведено 1-й Міжнародний конгрес балканських і південно-східноєвропейських досліджень. Згодом проведення таких конгресів стало регулярним. У Болгарії, Румунії, Греції, Югославії організовано спеціалізовані науково-дослідні центри з балканістики: Інститут балканістики Болгарської АН, Інститут південно-східноєвропейських досліджень у Бухаресті, Інститут балканістичних досліджень у Салоніках, Інститут балканістики Сербської академії наук і мистецтв. 1968 року Інститут слов'янознавства АН СРСР перетворено на Інститут слов'янознавства та балканістики. Упродовж 60–70-х рр. балканістичні центри і центри з проблем країн Південно-Східної Європи з'явилися у багатьох країнах (Німеччина, Австрія, Франція, Велика Британія, Фінляндія, Італія, Швеція, Японія, США, Канада тощо).
В Україні балканістичні дослідження було зосереджено в інститутах суспільствознавчого профілю АН, де балканістична проблематика розроблялася у відповідних відділах. Балканістику було об'єднано зі слов'янознавством. Активно працювали кафедри слов'янознавства в Київському, Львівському, Одеському університетах, а також кафедри історії слов'ян.